# 科莫 (印第安納州)
科莫（英語：Como）是位於美國印地安納州傑伊縣的一個非建制地區。該地的面積和人口皆未知。